# Вінніпег (річка)
 Вінніпег  (англ. Winnipeg River) — річка в провінціях Манітоба та Онтаріо, Канада.

## Географія
Річка Вінніпег бере початок з північного краю Лісового озера на південному заході провінції Онтаріо, впадає в південно-східну частину озера Вінніпег в провінції Манітоба трохи північніше Пайн-Фолс. Довжина річки 235 км, площа басейну 106 500 км². Населені пункти на річці: Панава, Грейт-Фолс, Пайн-Фолс.
Річка протягом тисячоліть використовувалася місцевими індіанцями як транспортна артерія між Лісовим озером і озером Вінніпег. Після «відриття» річки Жаном-Батистом де Ла Верандрі в 1733 році річка використовувалася для перевезення хутра та інших вантажів як Північно-Західної компанією, так і компанією Гудзонової затоки, обидві компанії будували вздовж річки торгові пости аж до їх об'єднання в 1821 році.
В даний час на річці побудовано 7 гідроелектростанцій (шість в Манітобі і одна в Онтаріо). Колись Вінніпег була дуже бурхливою і підступною річкою, відомий мандрівник Александр Макензі називав її «білою річкою» через покриті білою піною пороги (одних волоків на річці було більше 30), нині спокійно несе свої води в однойменне озеро.
Назва річки, так само як і озера, мовою крі означає «темна вода».